# (3652) Soros
(3652) Soros est un astéroïde de la ceinture principale.

## Description
(3652) Soros est un astéroïde de la ceinture principale. Il fut découvert par Tamara Smirnova le 6 octobre 1981 à Nauchnyj. Il présente une orbite caractérisée par un demi-grand axe de 2,36 UA, une excentricité de 0,1938 et une inclinaison de 2,27° par rapport à l'écliptique.
Il fut nommé en hommage à George Soros, milliardaire et philanthrope d'origine hongroise.

## Compléments